# Janežovski Vrh
Janežovski Vrh – wieś w Słowenii, w gminie Destrnik. W 2018 roku liczyła 245 mieszkańców.